# Batalla de Kalbayar
La batalla de Kalbayar fue la captura de la región occidental de Kalbayar, Azerbaiyán durante la primavera-verano 1993 de la campaña militar de las fuerzas armadas en la primera guerra del Alto Karabaj. Kalbayar estaba fuera de los límites del enclave de Nagorno-Karabaj por el que Armenia y fuerzas azeríes habían estado luchando durante más de cinco años. Bordeando la Armenia propiamente dicha, la región de población mayoritariamente armenia de Nagorno-Karabaj había anunciado su declaración de independencia de Azerbaiyán en 1991 y los combates han tenido lugar principalmente en el propio enclave. Tratando de mantener el territorio bajo su soberanía, los armenios de Karabaj se ayudan de la propia Armenia, en forma de logística, suministros, voluntarios y armamento militar. Kalbayar, a sólo varios kilómetros de la frontera de Armenia, se compone de varias decenas de aldeas incluida su homónima capital provincial.
- Datos: Q629096